# Shoufeng
Shoufeng es un municipio rural en el Condado de Hualien, Taiwán. El municipio se encuentra en el segmento norte del Valle del Rift Oriental entre la Cordillera Central de Taiwán y la Cordillera Costera cerca del Océano Pacífico. El municipio es más conocido como el hogar de la Universidad Nacional Dong Hwa (NDHU), una nacional universidad de investigación y famosa atracción turística en el este de Taiwán, que es el pueblo universitario representativo de Taiwán.

## Geografía
Una gran parte del municipio está ubicada centrada en el Valle de Huadong al norte de donde el Río Shoufeng desemboca en el Río Hualien. El municipio se extiende hacia el este sobre la Cadena Montañosa Hai'an hasta el Océano Pacífico en el este.

## Divisiones administrativas
El municipio comprende 15 aldeas: Chinan, Fengli, Fengping, Fengshan, Gonghe, Guangrong, Mizhan, Pinghe, Shoufeng, Shuhu, Shuilian, Xikou, Yanliao, Yuemei y Zhixue.

## Demografía
Tiene 17,106 habitantes en 7,376 hogares.

## Educación

### Educación superior
La Universidad Nacional Dong Hwa domina el municipio de Shoufeng, proporcionando al municipio su distintivo carácter de pueblo universitario. Los edificios universitarios están ubicados en el norte del municipio y el campus está directamente adyacente a la Calle Zhixue, Delta del Arroyo Papaya y Estación de Ferrocarril de Zhixue.

### Educación en mandarín
- Centro de Idioma Chino de la Universidad Nacional Dong Hwa

## Atracciones turísticas
- Parque Nacional Taroko
- Área Escénica Nacional del Valle del Rift Oriental
- Área Escénica Nacional de la Costa Este
- Lago Liyu
- Templo Honan
- Área Reservada de Caza de Niushan
- Granja de Pesca de Lichuan
- Parque Oceánico Farglory
- Bosque Nacional Chihnan
- Aldea de Inmigrantes de Fengtian

## Transporte
Las estaciones de la Administración de Ferrocarriles de Taiwán en la línea Taitung en Shoufeng incluyen:
- Estación Zhixue
- Estación Pinghe
- Estación Shoufeng
- Estación Fengtian

Las carreteras en Shoufeng incluyen:
- Carretera Provincial 9, una ruta norte-sur a través del Valle de Huadong
- Carretera Provincial 9C, (9丙), una ruta alternativa norte-sur a la CP 9
- Carretera Provincial 11, una ruta norte-sur a lo largo de la costa del Pacífico
- Carretera Provincial 11C (11丙), una ruta norte-sur que conecta la Universidad Nacional Dong Hwa con la CP 9 y la CP 11.
- zh, a lo largo de la orilla este del Río Hualien